# Дом № 1 по Среднему Овчинниковскому переулку
Дом № 1 по Среднему Овчинниковскому переулку — здание-достопримечательность в Москве.
Дом охраняется как объект культурного наследия.

## Географическое расположение
Дом находится по адресу: Центральный административный округ, Средний Овчинниковский переулок, дом 1, строение 1. Район Замоскворечье.

## История
Основную часть дома составляют палаты. Палаты построены в XVII веке. Один из первых хозяев дома — купец Зотов. При нём были сформированы своды на уровне первого этажа и также план дома, оставшиеся и в XXI веке. В середине XVIII века хозяин дома — Иван Емельянов, купец 1-й гильдии. Он перестроил лицевой вид фасада. Процесс создания окончательного внешнего вида здания завершился к 1806 году. Во второй половине XIX века в особняке работала мужская гимназия. После революции 1917 года в доме работают разные конторы. Одна из них — метеорологическая. Она установила инструменты для фиксирования направления и силы ветра, атмосферного давления, а также температуры — над входом.

## Архитектура
Стиль выполнения экстерьера здания относится к середине XVIII века. Фронтальный вид находится напротив Водоотводного канала. В 1806 году внешний вид дома выдержан к эпохе классицизма. Присутствуют его детали: руст на первом этаже, окна на втором ярусе имели украшения в форме дуги, балкон, выполненный из чугуна.